# Mariano Gonzalvo
Mariano Gonzalvo Falcón (n. 22 martie 1922 – d. 7 aprilie 2007) a fost un fotbalist spaniol care a jucat pentru echipa FC Barcelona.